# Pedro II (kommun)
Pedro II är en kommun i Brasilien.   Den ligger i delstaten Piauí, i den östra delen av landet, 1 500 km nordost om huvudstaden Brasília. Antalet invånare är 37 500.
Följande samhällen finns i Pedro II:
- Pedro II

Omgivningarna runt Pedro II är huvudsakligen savann. Runt Pedro II är det ganska glesbefolkat, med 23 invånare per kvadratkilometer.